# Zlata Tcaci
Zlata Tcaci (geborene Beirichman; moldauisch Zlata Tcaci, auch Zlata Tkaci, englische Schreibweise Zlata Tkach; russisch Злата Моисеевна Ткач, Transkription Slata Moissejewna Tkatsch, wiss. Transliteration Zlata Moiseevna Tkač; hebräisch זלאטע טקאטש; geboren am 16. Mai 1928 in Lozova, Bessarabien, Königreich Rumänien; gestorben am 1. Januar 2006 in Chișinău, Republik Moldau) war eine sowjetische und moldauische Komponistin und Hochschullehrerin. 

## Leben
Zlata Tcaci wurde als Tochter von Moissei Bentsionowitsch Beirichman und Freida (Fanja) Mendelewna Koifman im bessarabischen Lozova geboren. Die Familie jüdischer Herkunft zog 1931 nach Chișinău. Nach dem Einmarsch deutscher und rumänischer Truppen 1941 in das seit 1940 sowjetische Bessarabien ließ sich die Familie auf der Flucht vor den einsetzenden Massenmorden an Juden ins Landesinnere der UdSSR nach Zentralasien evakuieren. Die 13-jährige Zlata wurde dabei zeitweise von Vater und Mutter getrennt und gelangte auf ihrer Flucht durch den Kaukasus über Ordschonikidse nach Machatschkala, von dort per Schiff ins turkmenische Krasnowodsk und schließlich, nach über 4000 Kilometern, ins usbekische Namangan. Dort erkrankte sie an Typhus, kam dank der Hilfe einer Kinderheimleiterin aus Drohobytsch in einem Waisenhaus unter, setzte ihre schulische Ausbildung fort und fand ihre Eltern wieder, sowohl die nach Kokand evakuierte Mutter wie auch den nach Taschkent versetzten Vater.
Nach der Wiedereinnahme Chișinăus durch die Rote Armee 1944 kehrte die Familie in die zerstörte Stadt zurück. Zlata studierte zunächst Physik und Mathematik an der Universität, entschied sich jedoch bald für die Musik und wechselte 1947 ans Staatliche Konservatorium Chișinău. Dort studierte sie Violine bei Iossif Lwowitsch Dailis (1893–1984) sowie Musikwissenschaft bis zum Abschluss 1952. Ab 1949 mit Jefim Markowitsch Tkatsch (rumänisch Efim Tcaci, 1926–2003) verheiratet, unterrichtete sie von 1952 bis 1962 Musiktheorie am Musikkolleg „Stefan Neaga“. Von 1957 bis 1962 absolvierte sie außerdem ein Studium der Komposition bei Leonid Simonowitsch Gurow (1910–1993).
Zlata Tcaci wurde 1962 Mitglied im Komponistenverband und lehrte ab 1963 bis zu ihrem Lebensende am Konservatorium, ab 1986 als außerordentliche, ab 1992 als ordentliche Professorin im Fach Komposition. Neben ihrer Tätigkeit als Hochschullehrerin wurde sie auch als Komponistin bekannt. Ihre Bühnenwerke wurden in der Sowjetunion aufgeführt, etliche Werke wurden auch in den USA, in Großbritannien und Kanada veröffentlicht. Sie arbeitete mit Musikschaffenden in Armenien, Georgien, Moskau und Kiew zusammen. Prägend war für sie u. a. eine Begegnung mit Schostakowitsch in den 1960er Jahren. Zlata Tcaci wurde für ihr kompositorisches Werk ausgezeichnet, u. a. erhielt sie 1974 den Ehrentitel Verdiente Künstlerin, 1982 den Staatspreis der Moldauischen SSR und 1998 den Orden Gloria Muncii der Republik Moldau.
Zum Jahresbeginn 2006 starb Zlata Tcaci in Chișinău.

## Schaffen
Zlata Tkaci wurde als erste professionelle klassische Komponistin ihres Landes bezeichnet. Sie schrieb Opern und ein Ballett, Orchester- und Kammermusik, darunter Streichquartette und Sonaten, ferner Kantaten, Chormusik, solistische Vokalmusik sowie Theater-, Film- und Unterhaltungsmusik.
Erste Erfolge als Komponistin hatte sie mit Коза с тремя козлятами (Ziege mit drei Zicklein), einer Kinderoper, die 1967 im Opern- und Ballett-Theater Chișinău uraufgeführt wurde. Zu ihren weiteren wichtigen Werken zählten u. a. ein Violinkonzert (1972) und die Musik zum Ballett Андриеш (Andrijesch). Dieses Bühnenwerk nach einem Märchen des moldauischen Dichters Jemilian Bukow (1909–1984) feierte 1980 Premiere in Samarkand und kam danach in Chişinău zur Aufführung.
Ab Mitte der 1980er Jahre im Zuge der einsetzenden Perestroika wandte sich Zlata Tcaci in ihren Kompositionen jüdischen Themen, Motiven und Stoffen zu. Ihr erstes Werk dieser Reihe war ein Konzert für zwei Flöten und Orchester (1989), es folgten Liederzyklen nach Texten des jiddischen Dichters Owsei Owsejewitsch Dris (1908–1971). Mit dieser Thematik beschäftigte sich auch ihr Klavierkonzert (2002), das die Widmung Im Gedenken an die Opfer des Pogroms von Chişinău 1903 trägt und an die Massaker an moldauischen Juden erinnert.
Stilistisch knüpft ihr Werk an Wegbereiter der Moderne wie Bartók oder Strawinsky an und verarbeitet, teils in freier Tonalität, Einflüsse aus der moldauischen, bulgarischen und jüdischen Musikkultur.